# Rue Émile-Duclaux
La rue Émile-Duclaux est une rue du 15e arrondissement de Paris.

## Origine du nom

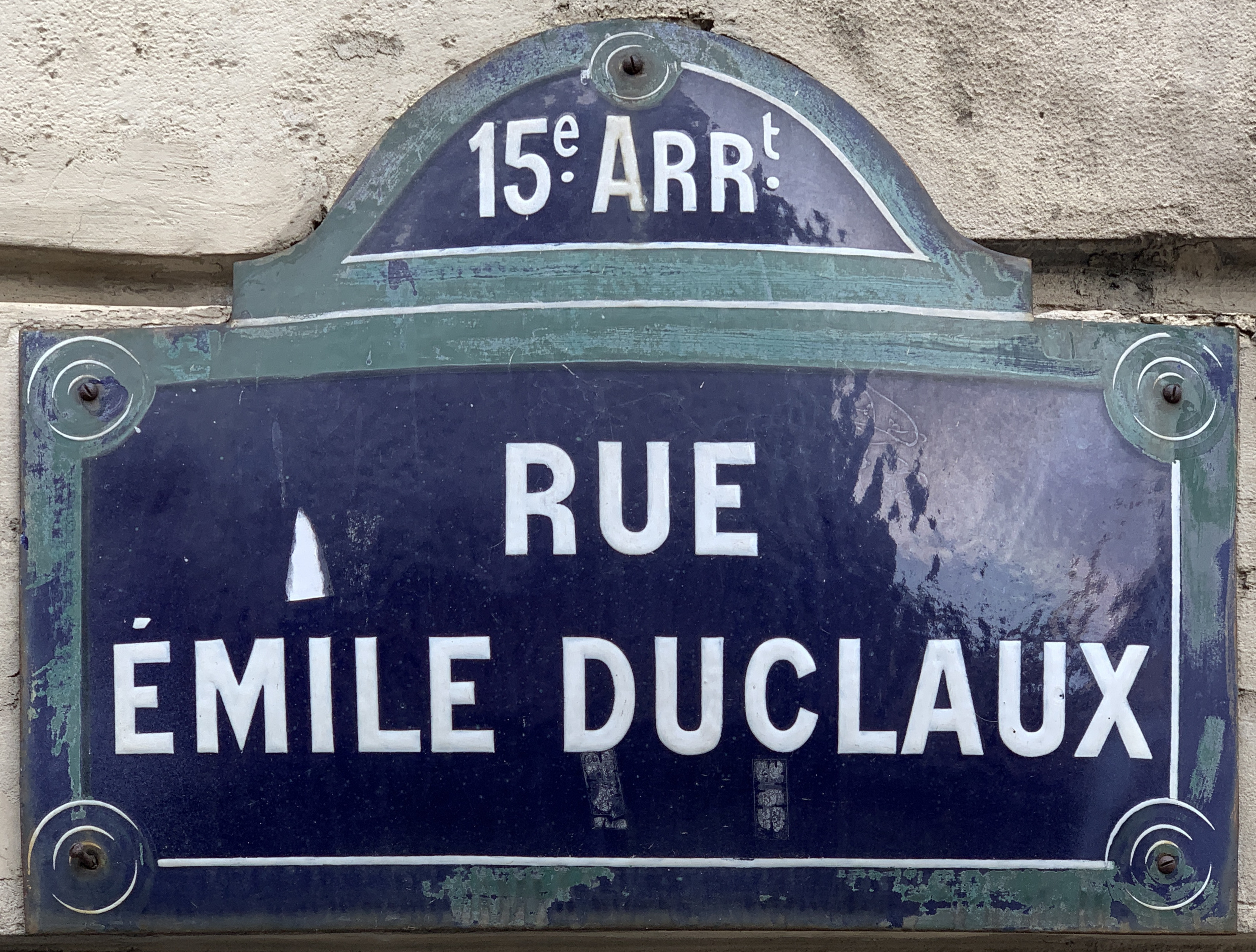
Plaque de la rue.

La rue doit son nom à Émile Duclaux (1840-1904), directeur de l'institut Pasteur.

## Historique
Cette voie ouverte en 1913 sous le nom d'« avenue Pasteur » prend sa dénomination actuelle par un arrêté du 19 janvier 1934.
Plusieurs immeubles de la rue ont été réalisés au tout début des années 1930 par l'architecte Jean Boucher.